# 최질
최질(崔質, ?~1015년)은 고려의 무신이다.

## 생애
1010년, 고려의 중랑장으로서 거란의 침입을 막아내고 공을 인정받아 상장군(上將軍)까지 오르게 되었다.
이후 관리들의 녹봉을 경군(京軍)들의 영업전(永業田)으로 충당하려고하자 불만을 품고 상장군 김훈(金訓) 등과 난을 일으켜 궁궐에 난입해 권력을 장악했다.
이에 현종은 왕가도(王可道)를 시켜 난을 진압하게 했으며 그는 김훈 등 18명과 함께 처형되었다.